# Teresa Wennberg
Teresa Wennberg, född 30 december 1944 i Stockholm, är en svensk konstnär som även arbetar under namnet tee wen. 

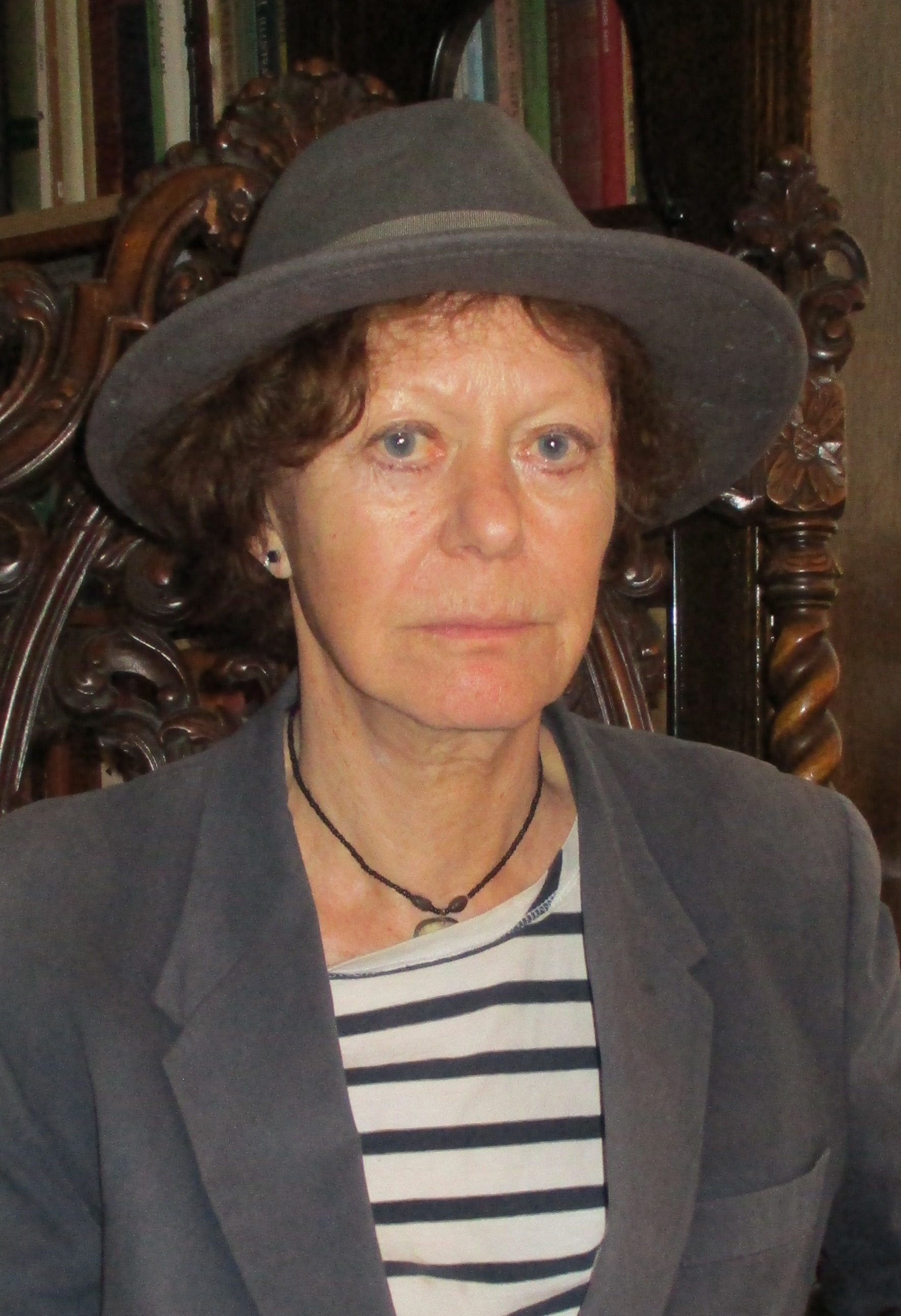
Teresa Wennberg i Stockholm 2023.

Efter studentexamen och studier i juridik, ekonomi och språk på Stockholms universitet 1964-1968 studerade Wennberg klassiskt måleri i Paris på Académie de la Grande Chaumière och hos Francis Harburger 1970-1974. Hennes debututställning var på Sala Gaudi i Barcelona 1974. 
Hon fortsatte med att utforska videomediet i New York och Paris, där hon arbetade med Nam June Paik, Neal Slavin och pionjären inom videokonsten John Cage. Första videoverket gjorde Wennberg 1978 på Centre Georges-Pompidou i Paris. Hennes ljudkomposition Symfoni för tre ambulanser uppfördes 1982 i Sveriges Radio P3. Året därpå  började hon utveckla datorgrafik i 2D och 3D på CIMA, Université Paris-VIII och 1990 på Vasulka Studio i Santa Fe, New Mexico, samt 1987 på Aoyama Computer Graphic School i Tokyo.  
1990-1995 arbetade hon med 3D-animation på GAMSAU School of Architecture i Marseille, fortsatte 1997med virtuell verklighet och var under 15 år artist in residence vid KTH i Stockholm. 1994-1997 undervisade hon i Art and New Technology på École Supérieur d'Art et de Design Luminy i Marseille, 1996-1997 på Konstfack och 1996-2011 på KTH. Hon har erhållit stipendier av Konstnärsnämnden, IASPIS och Franska kulturministeriet för vistelser och studier i Frankrike och Japan, där hon haft ett flertal utställningar bland annat på Hara Museum of Contemporary Art 1987 och på ICC Tokyo 2001. 2023-2024 deltar hon i utställningen Sömnlösa Nätter på Moderna Museet med videoverk, bland dem den stora videoinstallationen Nuit Blanche.
Wennberg är också skulptör, såväl i traditionell mening som virtuellt, och har även arbetat med att skapa och restaurera antika glasfönster till kyrkan St. Martin i Corsavy i Frankrike. Hon är också haikupoet och har författat flera böcker.
Hon har hållit separat- och samlingsutställningar i bland annat Stockholm, Göteborg,  Norrköping, Ålborg, Paris, Madrid, Marseille, Lissabon, Tokyo och Barcelona, samt i Yanping i Kina.
Återkommande temata i hennes produktion är identitet och genusfrågor, pacifism, mediaflödets förbannelse samt, kärleken till och respekten för naturen.
Teresa Wennberg är dotter till överstelöjtnant Fredrik Wennberg och Helen Wennberg född Ankarcrona.

## Utställningsplatser i urval
- Sala Gaudi, Barcelona 1974
- Centre Georges Pompidou, Paris 1978
- Biennale de Paris 1980
- Gulbenkianstiftelsen, Lissabon 1982
- Musée d'Art Moderne de la Ville, Paris 1983
- Kulturhuset, Stockholm 1985
- Hara Museum of Contemporary Art, Tokyo 1987
- Ars Electronica, Linz 1989
- Liljevalchs Konsthall, Stockholm 1992
- Fondation Beychevelle, Pauillac 1993
- IMEREC La Vielle Charité, Marseille 1994
- Kogakuin University, Tokyo 1996
- KTH, Stockholm 1998 2002 2004
- InterCommunication Center ICC, Tokyo 2002
- Museo de Arte Contemporaneo, Santiago de Chile 2004
- Media Lab, Ålborgs Universitet 2010

## Samlingar i urval
- Stadtishes Kunstmuseum, Bonn
- Centre Georges Pompidou / MNAM, Paris
- Moderna Museet, Stockholm
- Moderna Museet, Malmö
- Institute of Contemporary Art, Richmond
- The Kitchen, New York
- Bibliothèque Nationale, Paris
- Norrtälje Konsthall
- Fondation Calouste Gulbenkian, Lissabon
- Malmöhus Läns Landsting
- Kijkhuis, Den Haag
- Aarhus Museum, Danmark
- Centre National d'Art Contemporain, Grenoble
- Umeå Kommun
- Hara Museum of Contemporary Art, Tokyo
- Svenska Ambassaden, Tokyo
- Musee d'Art Moderne, Saint-Etienne
- Musee National des Monuments Français, Paris
- KTH, Stockholm
- Statens Konstråd, Stockholm